# Corneilla-del-Vercol
Corneilla-del-Vercol (in catalano Cornellà del Bèrcol) è un comune francese di 2 063 abitanti situato nel dipartimento dei Pirenei Orientali nella regione dell'Occitania.

## Geografia fisica

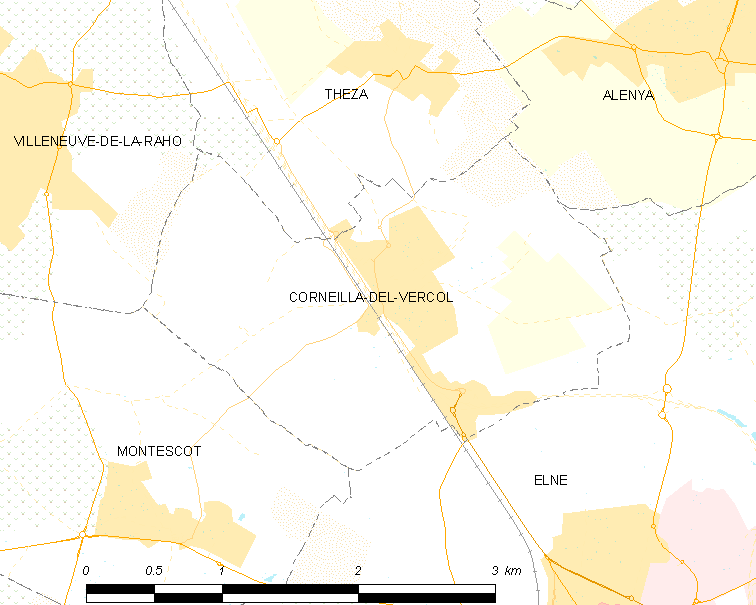
Situazione di Corneilla-del-Vercol

## Società

### Evoluzione demografica
Abitanti censiti